# Ixora paludosa
Ixora paludosa là một loài thực vật có hoa trong họ Thiến thảo. Loài này được (Blume) Kurz mô tả khoa học đầu tiên năm 1877.